# 超酸化セシウム
超酸化セシウム（ちょうさんかセシウム、caesium superoxide/caesium hyperoxide）は組成式CsO2で表されるセシウムの超酸化物であり、オレンジ色の固体である。セシウムの他の代表的な酸化物として、酸化セシウムCs2Oなどが存在する。

## 製法
金属セシウムを過剰な酸素のもとで燃焼させることで生じる。
{\displaystyle {\ce {Cs\ + O2 -> CsO2}}}

## 性質
超酸化セシウムは、超酸化カリウムや超酸化ルビジウムと同様に、炭化カルシウム型の結晶構造をとる。酸化セシウムと異なり、超酸化セシウムでは酸素同士の結合が存在する。
水中では不均化を起こし、酸素、過酸化水素、水酸化セシウムを生じる。
{\displaystyle {\ce {2 CsO2\ +2 H2O-> O2\ +H2O2\ + 2 CsOH}}}

## 用途
超酸化セシウムは、オゾン化セシウムを得るために利用できる。オゾンと混合することで、以下の反応が起こる。
{\displaystyle {\ce {CsO2\ +O3-> CsO3\ +O2}}}